# Bahnstrecke Rauma–Kokemäki
| Kursbuchstrecke: | 9A (1990)                |                                       |                                       |
| Streckenlänge: | 49 km                    |                                       |                                       |
| Spurweite: | 1524 mm (Russische Spur) |                                       |                                       |
| Stromsystem: | 25 kV / 50 Hz ~          |                                       |                                       |
| Streckengeschwindigkeit: | 100 km/h                 |                                       |                                       |
| |                          |                                       |                                       |
| \| \| ≈335 \| Rauma Hafen \| Rauma Hafen \| \| \| 333,000 \| Rauma (neu) \| Rauma (neu) \| \| \| 331,659 \| Rauma (alt) \| Rauma (alt) \| \| \| \| Valtatie 12 \| \| \| \| \| Valtatie 8 \| \| \| \| 318,501 \| Vuojoki \| Vuojoki \| \| \| \| Eurajoki \| \| \| \| \| Panelia \| \| \| \| \| Kantatie 43 \| \| \| \| \| Eurajoki \| \| \| \| 297,395 \| Kiukainen \| Kiukainen \| \| \| \| \| \| \| \| \| Valtatie 12 \| \| \| \| \| \| \| \| \| 310,423 \| Kauttua \| Kauttua \| \| \| \| Kauttua Hafen \| \| \| \| 315,928 \| Säkylä \| Säkylä \| \| \| \| Valtatie 2 \| \| \| \| \| Bahnstrecke Tampere–Pori von Pori \| \| \| \| 248,442 \| Kokemäki (früher Peipohja) \| Kokemäki (früher Peipohja) \| \| \| \| Bahnstrecke Tampere–Pori nach Tampere \| \| |                          |                                       |                                       |
| Betriebsstelle Streckenanfang | ≈335                     | Rauma Hafen                           | Rauma Hafen                           |
| Dienststation / Betriebs- oder Güterbahnhof | 333,000                  | Rauma (neu)                           | Rauma (neu)                           |
| ehemaliger Bahnhof | 331,659                  | Rauma (alt)                           | Rauma (alt)                           |
| Brücke |                          | Valtatie 12                           | Valtatie 12                           |
| Strecke mit Straßenbrücke |                          | Valtatie 8                            | Valtatie 8                            |
| Dienststation / Betriebs- oder Güterbahnhof | 318,501                  | Vuojoki                               | Vuojoki                               |
| ehemaliger Haltepunkt / Haltestelle |                          | Eurajoki                              | Eurajoki                              |
| ehemaliger Haltepunkt / Haltestelle |                          | Panelia                               | Panelia                               |
| Strecke mit Straßenbrücke |                          | Kantatie 43                           | Kantatie 43                           |
| Brücke über Wasserlauf |                          | Eurajoki                              | Eurajoki                              |
| Dienststation / Betriebs- oder Güterbahnhof | 297,395                  | Kiukainen                             | Kiukainen                             |
| Strecke von links (außer Betrieb) · Abzweig geradeaus und ehemals nach rechts |                          |                                       |                                       |
| Bahnübergang (Strecke außer Betrieb) · Strecke nach links · Strecke von rechts |                          | Valtatie 12                           | Valtatie 12                           |
| Abzweig geradeaus und von links (Strecke außer Betrieb) · Strecke von rechts (außer Betrieb) · Strecke |                          |                                       |                                       |
| Bahnhof (Strecke außer Betrieb) · Strecke (außer Betrieb) · Strecke | 310,423                  | Kauttua                               | Kauttua                               |
| Betriebsstelle Streckenende (Strecke außer Betrieb) · Strecke (außer Betrieb) · Strecke |                          | Kauttua Hafen                         | Kauttua Hafen                         |
| Haltepunkt / Haltestelle Streckenende (Strecke außer Betrieb) · Strecke | 315,928                  | Säkylä                                | Säkylä                                |
| Strecke mit Straßenbrücke |                          | Valtatie 2                            | Valtatie 2                            |
| Abzweig geradeaus und von links |                          | Bahnstrecke Tampere–Pori von Pori     | Bahnstrecke Tampere–Pori von Pori     |
| Bahnhof | 248,442                  | Kokemäki (früher Peipohja)            | Kokemäki (früher Peipohja)            |
| Strecke |                          | Bahnstrecke Tampere–Pori nach Tampere | Bahnstrecke Tampere–Pori nach Tampere |

Die Bahnstrecke Rauma–Kokemäki ist eine Bahnstrecke in Finnland. Die eingleisige Strecke ist 49 Kilometer lang und führt von Rauma nach Kokemäki.

## Gesellschaft Rauman rata
Die eingleisige Strecke der stadteigenen Bahngesellschaft von Rauma, Rauman rata, wurde am 16. August 1897 fertig gestellt. Sie war die einzige einer Stadt gehörende Eisenbahnstrecke in Finnland.
Der Betrieb wurde mit drei Lokomotiven aufgenommen. Im Laufe der Jahre wurden weitere Dampflokomotiven beschafft.
| Nummer | Name    | Art              | Bauart    | Hersteller                                                | Fabr.-Nr./ Baujahr | Geschichte | Bild |
| ------ | ------- | ---------------- | --------- | --------------------------------------------------------- | ------------------ | --- | ---- |
| 1      | RAUMA 1 | Schlepptenderlok | 1’C       | Schweizerische Lokomotiv- und Maschinenfabrik, Winterthur | 992 / 1896         | Am 19. September 1896 angeliefert. Probefahrt am 19. September, einzige Lok für Bauzüge im Winter 1896/1897. Von VR nicht mehr eingesetzt, am 1. November 1950 ausgemustert                    |      |
| 2      | RAUMA 2 | Tenderlok        | B 2’ n2t  | Schweizerische Lokomotiv- und Maschinenfabrik, Winterthur | 1023 / 1897        | Ankunft im Frühjahr 1897, von VR als Vk 6 70 übernommen, am 9. Dezember 1953 ausgemustert |      |
| 3      | RAUMA 3 | Tenderlok        | B 2’ n2t  | Schweizerische Lokomotiv- und Maschinenfabrik, Winterthur | 1024 / 1897        | Ankunft im Frühjahr 1897, von VR als Vk 6 71 übernommen, am 9. Dezember 1953 ausgemustert |      |
| 4      | NELONEN | Schlepptenderlok | 1’C n2    | Tampella                                                  | 1904               | Explosionsunglück 1918 an der Pahakoski-Brücke, 1919 an Zellstoffwerk Ab J. W. Engwistin in Tampere verkauft, VR-Baureihe G9, 1969 ausgemustert                                                |      |
| 4"     |         | Schlepptenderlok | 1’C n2v   | Schweizerische Lokomotiv- und Maschinenfabrik, Winterthur | 1892               | 1892 zusammen mit drei weiteren Lokomotiven an VR geliefert (SLM-Fabrik-Nummern 735–738). 1925 von VR als Ersatz für die NELONEN erworben, nach Übernahme durch VR Sk 3 174, 1957 ausgemustert |      |
| 5      |         | Schlepptenderlok | 1’C n2v   | Tampella                                                  | 1912               | nach Übernahme durch VR Sk 5 66, 1955 ausgemustert |      |
| 6      |         | Schlepptenderlok | 1’C n2v   | Tampella                                                  | 1908               | 1908 für Raahe-Bahn gebaut, 1926 als VR-Baureihe G12 von VR übernommen, 1948 von Rauma gekauft, nach Übernahme 1950 durch VR Sk 5 67, 1953 ausgemustert                                        |      |
| 7      | RAUMA 7 | Tenderlok        | 1 D 1 h2t | Tampella                                                  | 1913               | nach Übernahme durch VR Vk 5 72, 1962 ausgemustert |      |
| 8      |         | Tenderlok        | 1 D 1 h2t | Tampella                                                  | 1913               | nach Übernahme durch VR Vk 5 73, 1962 ausgemustert |      |
| 9      |         | Schlepptenderlok | 1’D       | Tampella                                                  | 1935               | nach Übernahme durch VR Tk 3 1117, 1969 ausgemustert |      |
| 10     |         | Schlepptenderlok | 1’D       | Tampella                                                  | 1927               | nach Übernahme durch VR Tk 3 1118, 1969 ausgemustert |      |

Bereits 1926 wurde die Gesellschaft dem Staat zum Kauf angeboten. Das Gebot mit 25 Mio. Mark wurde jedoch abgelehnt.
Die Gesellschaft wurde am 1. Juli 1950 an die Staatsbahn Valtionrautatiet (VR) verkauft. Rauma erhielt 175 Mio. Mark dafür und finanzierte damit einen neuen Kindergarten.

## Übernahme durch die VR
VR erhielt dafür die Gleisanlagen und Bahnhofsgebäude, zehn Lokomotiven und einen überzähligen Tender, 13 Personen-, Post- und Gepäckwagen sowie 157 Güterwagen und einen mit Eisenbahnrädern ausgestatteten Packard-Pkw, der zur Streckenbereisung diente.
Zum Zeitpunkt des Eigentumswechsels beschäftigte die Gesellschaft 140 Personen feste Mitarbeiter sowie 87 mit befristetem Vertrag. Sie wurden vom städtischen Dienst in den Staatsdienst übernommen.
Vom September 1951 bis zum Ende der 1950er Jahre verkehrte eine direkte Schlafwagenverbindung nach Helsinki.
Der Reiseverkehr auf der Strecke endete am 31. Mai 1988. Im Güterverkehr wird die Strecke, die im Oktober 1997 hundert Jahre nach ihrer Eröffnung elektrifiziert wurde, weiterhin befahren.

## Bahnstrecke Kiukainen–Säkylä
Die Nebenstrecke Kiukainen–Kauttua wurde für den Anschluss der 1907/08 erbauten Papierfabrik in Kauttua gebaut, um die Fabrik mit Güterzügen bedienen zu können. Die A. Ahlström Oy beteiligte sich an den Baukosten der Strecke. 1907 wurde die Streckenführung festgelegt, und die Entscheidung für den Streckenbau fiel 1910.
Für die Strecke waren Kosten in Höhe von 449.000 Mark veranschlagt, von denen der Unternehmer Walter Ahlström, Direktor der von seinem Vater Antti Ahlström gegründeten A. Ahlström Oy, 200.000 Mark übernahm. Die Stadt Rauma war für die Beschaffung von Fahrzeugen in Höhe von 99.000 Mark verantwortlich. Die finnische Regierung erteilte 1911 die Konzession, es wurde mit einer Bauzeit von zwei Jahren gerechnet.
In Kauttua wurde ein Hafenanschluss am Pyhäjärvi erbaut.
Der Verkehr auf der 14 km langen Strecke wurde am 1. Februar 1913 aufgenommen. Reisezüge verkehrten bis 1953.

### Abschnitt Kauttala–Säkylä
Zwischen 1952 und 1953 wurde von Kauttala aus eine sieben Kilometer lange Strecke nach Säkylä zum neuen Zuckerwerk Lännen Sokeri gebaut, das nunmehr dem Apetit-Konzern gehört (bis 1973 Lännen Sukeri, bis Mai 2013 Lännen Tehtaat).
Der Betrieb auf diesem Streckenteil wurde am 6. Oktober 1953 aufgenommen. Bereits im ersten Herbst wurden 1000 Wagenladungen befördert.
Innerhalb des Werkes wurde der Verschub anfangs mit einem von Brevek 1953 gebauten Rangiertraktor durchgeführt. Das hellrote Fahrzeug ist im Eisenbahnmuseum Toijala erhalten.
1956 erhielt das Werk eine dreiachsige Diesellokomotive vom Typ Move 21. Der Hersteller war 1948 Valmet in Tampere und lieferte sie an die Koordinierungsstelle für militärische Entschädigung SOTEVA, von wo sie nach Säkylä kam. Auch diese Lok ist in Toijala erhalten.
Am 1. August 1978 wurde von Saalasti ein schwerer Kleinwagen für Rangierdienste erworben. Aus einer Serie von 30 Stück wurden 29 mit Kranaufbau an VR als Baureihe Tka 6 geliefert, der letzte Wagen ging ohne Kran an die Zuckerfabrik.
Die letzte Zuckerrübe auf dieser Strecke wurde im Herbst 2009 transportiert. Im Dezember desselben Jahres wurde die Instandhaltung der Strecke eingestellt, der Abbau begann im September 2011.